# Кастильська Корона

Касти́льська Коро́на (лат. Corona Castellae, ісп. Corona de Castilla) — у 1230—1716 роках християнська монархічна держава на Піренейському півострові. Постала внаслідок унії Кастильського та Леонського королівств під егідою першого. Початком існування вважається коронація кастильського короля Фернандо III на леонський престол. Управлялася представниками Іверійського, Трастамарського і Габсбурського домів. Завершила Реконкісту на Піренейському півострові (1492), захопивши його більшу частину. Окрім Кастилії та Леону мала в своєму складі королівства Галісії, Толедо, Севільї, Кордови, Хаена, Мурсії, Гранади, а також князівство Астурійське та сеньйорію Біскайську. Перебувала в династичній унії з Арагонською Короною (1469—1715) та Португалією (1580—1668). Скасована по оприлюдненню декретів Нуева-Планта Філіпом V в 1715 році.
Була передовою державою Європи в Добу великих географічних відкриттів. Створила велику колоніальну трансконтинентальну імперію. У ранньомодерну добу часто називалася Іспанією (лат. Monarchia Hispaniae), оскільки об'єднувала більшу частину колишньої Римської Іспанії.
У 1492 році подорож Христофора Колумба та відкриття Америки стали головними подіями в історії Кастилії. Вест-Індія, острови та материкова частина узбережжя Карибського моря також були частиною Кастильської Корони, коли вони були перетворені з володінь на королівства-спадкоємиці Кастилії в 1506 році за Вільяфафілським договором та після смерті Фердинанда II. Відкриття Тихого океану, завоювання імперії ацтеків, завоювання імперії інків, завоювання Нової Гранади, а також завоювання Філіппін — усе це допомогло трансформувати Кастильську Корону в глобальну імперію в XVI столітті.
Титул «король Кастилії» продовжував використовуватися Габсбургами в XVI та XVII століттях. 
Карл I був королем Арагону, Майорки, Валенсії та Сицилії, графом Барселони, Руссільона та Серданья , а також королем Кастилії та Леону, 1516–1556.
На початку XVIII століття Філіп Бурбонський виграв війну за іспанську спадщину та нав’язав політику об’єднання з Арагонською короною. 
Це об’єднало Кастильську Корону та Арагонську Корону в Королівство Іспанія. 

## Назва
- Касти́льська Коро́на (лат. Corona Castellae, ісп. Corona de Castilla) — офіційна назва.
- Кастилія-Леон (ісп. Castilla y León) — скорочена назва
- Кастильсько-Леонський союз (лат. Communitas Castellae et Legionis) — історіографічна назва.
- Королі́вство Касти́лії та Лео́ну (ісп. Reino de Castilla y León, лат. Regnum Castellae et Legionis) — поширена історіографічна назва.
- Іспанія — поширена назва з XVI століття, від часу правління Габсбургів.

## Історія

### Передмова

#### Два королівства
Леонське королівство стало наступником Астурійського королівства, після перенесення його столиці у місто Леон. Кастильське королівство первинно існувало як графство Леонського королівства і з другої половини X століття до першої половини XI-го воно переходило з рук в руки як лен між Леонським і Наваррським королівствами. В XI столітті воно нарешті стає незалежною державою.
Королівства Леону та Кастилії раніше об'єднувались двічі:
- З 1037 до 1065 року під владою Фернандо I. По його смерті усі королівства переходили до його синів: Леон — Альфонсо VI, Кастилія — Санчо II, та Галісія — Гарсії.
- З 1072 до 1157 року під владою Альфонсо VI (пом. 1109), Урраки (пом. 1126), й Альфонсо VII. З 1111 до 1126 року Галісія виділялась із союзу під корону Альфонсо VII. У 1157 році, королівства були поділені між синами Альфонсо VII: Фердинанд II отримав Леон, а Санчо III — Кастилію.

#### Окупація західної Наварри
У 1199 — 1201 роках під керівництвом Альфонсо VIII війська кастильського короля вторглися в Королівство Наварра, приєднавши згодом Алаву, Дурангесадо і Гіпускоа, разом з Сан-Себастьяном і Віторією (Гастейс). Проте, ці західні баскські території зберегли свої Наваррські статути, підтверджені під час кастильського правління.

### Кастильська Корона від правління Фердинанда III до сходження на престол Карла I

#### Союз двох королівств за Фердинанда III
Фернандо III успадкував королівство Кастилія від своєї матері, королеви Беренгарії Кастильської, онуки Санчо III в 1217 році, і королівство Леон від свого батька Альфонсо IX Леонського, сина Фердинанда II в 1230 році. Відтоді два королівства були об’єднані під назвою королівства Леон і Кастилія, або просто Кастильська Корона. Пізніше Фердинанд III завоював долину Гвадалквівір, а його син Альфонсо X завоював Королівство Мурсія що було складовою Аль-Андалусу, ще більше розширивши територію Кастильської Корони. Зважаючи на це, королі Кастильської Корони традиційно називали себе «королем Кастилії, Леона, Толедо, Галісії, Мурсії, Хаену, Кордови, Севільї та лордом Біскаї та Моліни», серед інших володінь, які вони пізніше здобули. 
Спадкоємець престолу титулувався принцом Астурійським з XIV століття.

#### Союз кортесів і правовий кодекс
Майже відразу після об'єднання двох королівств під орудою Фердинандо III відбулося об'єднання парламентів Кастилії і Леона. 
Він був поділений на три стани, які відповідали дворянству, церкві та містам, і містив представництво від Кастилії, Леона, Галісії, Толедо та провінції Басків. 
Спочатку кількість міст, представлених у Кортесах, змінювалася у наступні століття, доки Хуан I остаточно не встановив представників якіх було дозволено надсилати: Бургос, Толедо, Леон, Севілья, Кордова, Мурсія, Хаен, Самора, Сеговія, Авіла, Саламанка, Куенка, Торо, Вальядолід, Сорія, Мадрид і Гвадалахара (з Гранадою, доданою після її завоювання в 1492 році).
При Альфонсо X більшість сесій кортесів обох королівств проводилися спільно. 
Кортеси 1258 року у Вальядоліді складалися з представників Кастилії, Естремадури та Леона («de Castiella e de Estremadura e de tierra de León»), а в 1261 році Севілья — від Кастилії, Леону та всіх інших королівств (ісп. de Castiella e de León e de todos los otros nuestros Regnos). 
Подальші кортеси збирались окремо, наприклад, в 1301 році Кортеси Кастилії в Бургосі та Кортеси Леона в Саморі, але представники вимагали відтоді об’єднати парламенти.
Попри те, що окремі королівства та міста спочатку зберігали свої окремі історичні права, включно зі старим фуеро Кастилії (ісп. Viejo Fuero de Castilla) та різними фуеро муніципальних рад Кастилії, Леона, Естремадури та Андалусії, єдиний правовий кодекс для всього нового Королівства було створено в Сім Партид (бл.  1265), Ordenamiento de Alcalá (1348) і Leyes de Toro (1505). 
Ці закони залишалися в силі до 1889 року, коли був прийнятий новий цивільний кодекс Іспанії Código Civil Español.

#### Іспанські мови та університети
У XIII столітті в королівствах Леон і Кастилія розмовляли багатьма мовами, а саме: кастильська, леонська, баскська та галісійсько-португальська. 
Але з плином часу кастильська набувала все більшої популярності як мова культури та спілкування — одним із прикладів цього є Пісня про мого Сіда.
В останні роки правління Фердинандо III кастильська мова почала використовуватися для деяких важливих документів, таких як Вестготська правда, яка була основою правового кодексу для християн, що проживали в мусульманській Кордові, але це було за часів правління Альфонсо X, коли вона стала офіційною мовою.
Відтепер усі публічні документи були написані кастильською мовою, так само всі переклади арабських юридичних та державних документів були зроблені кастильською замість латини.
Деякі вчені вважають, що заміна латини кастильською відбулася через силу нової мови, тоді як інші вважають, що це сталося через вплив івритомовних інтелектуалів, які вороже ставилися до латини, мови християнської церкви.
У 1492 році, за католицьких монархів, було опубліковано перше видання Граматики кастильської мови Антоніо де Небріха. 
Кастильську мову зрештою перенесли до Америки в XVI столітті конкістадори. 
Через важливість кастильської мови в країні, якою керує Іспанська корона, ця мова також відома як іспанська.
Крім того, у XIII столітті було засновано багато університетів, де навчання велося кастильською мовою, наприклад, Леонський університет Саламанки, Кастильський загальний університет Паленсії та Університет Вальядоліда, які були одними з перших університетів в Європі.
У XIII столітті місцеві скотарі об’єдналися в Месту, головну гільдію для торгівлі вовною протягом наступних трьох століть. 

З часом Кастилія стала провідним експортним ринком вовни в пізньому середньовіччі. 

#### Розквіт династії Трастамара
Громадянська війна в Кастилії, в якій протистояли прихильники Енріке II проти Педро I, спричинила боротьбу конкуруючих угруповань: з одного боку кастильська знать (і, меншою мірою, духовенство), тоді як з іншого боку були євреї, конверсо і міські ради. Врешті-решт Трастамари перемогли в конфлікті. Ці династичні зміни відбувалися паралельно з радикалізацією антисемітських настроїв у Кастилії.

Розширення території Кастилії.

Після смерті Альфонсо XI почався династичний конфлікт між його синами, інфантами Педро та Енріке, графом Трастамари, що пізніше стала складовою Столітньої війни (між Англією та Францією). 
Альфонсо XI одружився з Марією Португальською, від якої мав спадкоємця, інфанта Педро. 
Однак у короля також було багато позашлюбних дітей від Елеонори де Гусман, серед них і згаданий вище Енріке, який оскаржував право Педро на престол, коли той став королем.
У результаті боротьби, в якій обидва брати претендували на королівство, Педро об'єднався з Едуардом, принцом Уельським, «Чорним принцом». У 1367 році Чорний Принц переміг союзників Енріке II у битві при Нахері, відновивши контроль Педро над королівством. Чорний принц, побачивши, що король не відшкодовує його витрати, залишив Кастилію. Енріке, який втік до Франції, скористався нагодою і відновив війну. 
Енріке нарешті переміг в 1369 році в битві при Монтьєлі, в якій він убив Педро.
У 1371 році брат Чорного принца, Джон Гонт, 1-й герцог Ланкастерський, одружився з Констанцією, донькою Педро. 
У 1386 році він претендував на корону Кастилії на підставі прав своєї дружини, законної спадкоємиці згідно з Севільськими кортесами 1361 року. 
Він прибув до Ла-Корунья з армією та захопив місто. 
Потім він перейшов до окупації Сантьяго-де-Компостела, Понтеведра та Віго. 
Він запропонував Хуану I, сину Енріке II, відмовитися від трону на користь Констанції.
Хуан відмовився, але запропонував, щоб його син, інфант Енріке III, одружився з дочкою Джона Гонта Катериною. Пропозиція була прийнята, і для Енріке та Катерини було створено титул принца Астурійського. 
Це поклало кінець династичному конфлікту, зміцнило позиції дому Трастамари та встановило мир між Англією та Кастилією.

#### Відносини з Арагонською Короною в XIV ст

Територія Кастилії наприкінці XIV ст.

Під час правління Енріке III королівська влада була відновлена, затьмаривши значно могутнішу кастильську знать. У пізніші роки життя Енріке делегував частину своєї влади своєму братові Фердинанду I Антекерському, який був регентом разом зі своєю дружиною Катериною Ланкастерською під час дитинства свого сина Хуана II. Після компромісу в Каспе в 1412 році Фердинанд покинув Кастилію, щоб стати королем Арагону.
Після смерті матері Хуан II у віці 14 років обійняв престол і одружився зі своєю двоюрідною сестрою Марією Арагонською. 
Молодий король довірив своє правління регенту Альваро де Луна, найвпливовішій особі при дворі та союзник дрібної знаті, міста, духовенства та євреїв. Це об’єднало взаємну неприязнь до короля, яку розділяла велика кастильська знать і арагонські інфанти, сини Фердинанда I Антекери, які прагнули контролювати кастильську корону. Зрештою це призвело до війни в 1429 і 1430 роках між двома королівствами. Альваро де Луна виграв війну і вигнав арагонських інфантів з Кастилії.

#### Другий конфлікт спадкоємства
Енріке IV даремно намагався відновити мир зі знаттю, який порушив його батько Хуан II. Коли його друга дружина, Жуана Португальська, народила інфанту Хуану, стверджувалося, що вона була народжена через роман королеви з Бельтраном де ла Куева, одним із головних міністрів короля.
Король, обложений заворушеннями та вимогами знаті, був змушений підписати договір, у якому він призначив своїм наступником свого зведеного брата Альфонсо, залишивши інфанту Хуану поза лінією спадкоємства. 
Після смерті Альфонсо, Енріке IV підписав угоду Биків Гісандо зі своєю зведеною сестрою Ізабеллою I, в якій він назвав її спадкоємицею в обмін на те, щоб вона вийшла заміж за обраного ним принца.

#### Католицькі Монархи: унія з Арагонською Короною

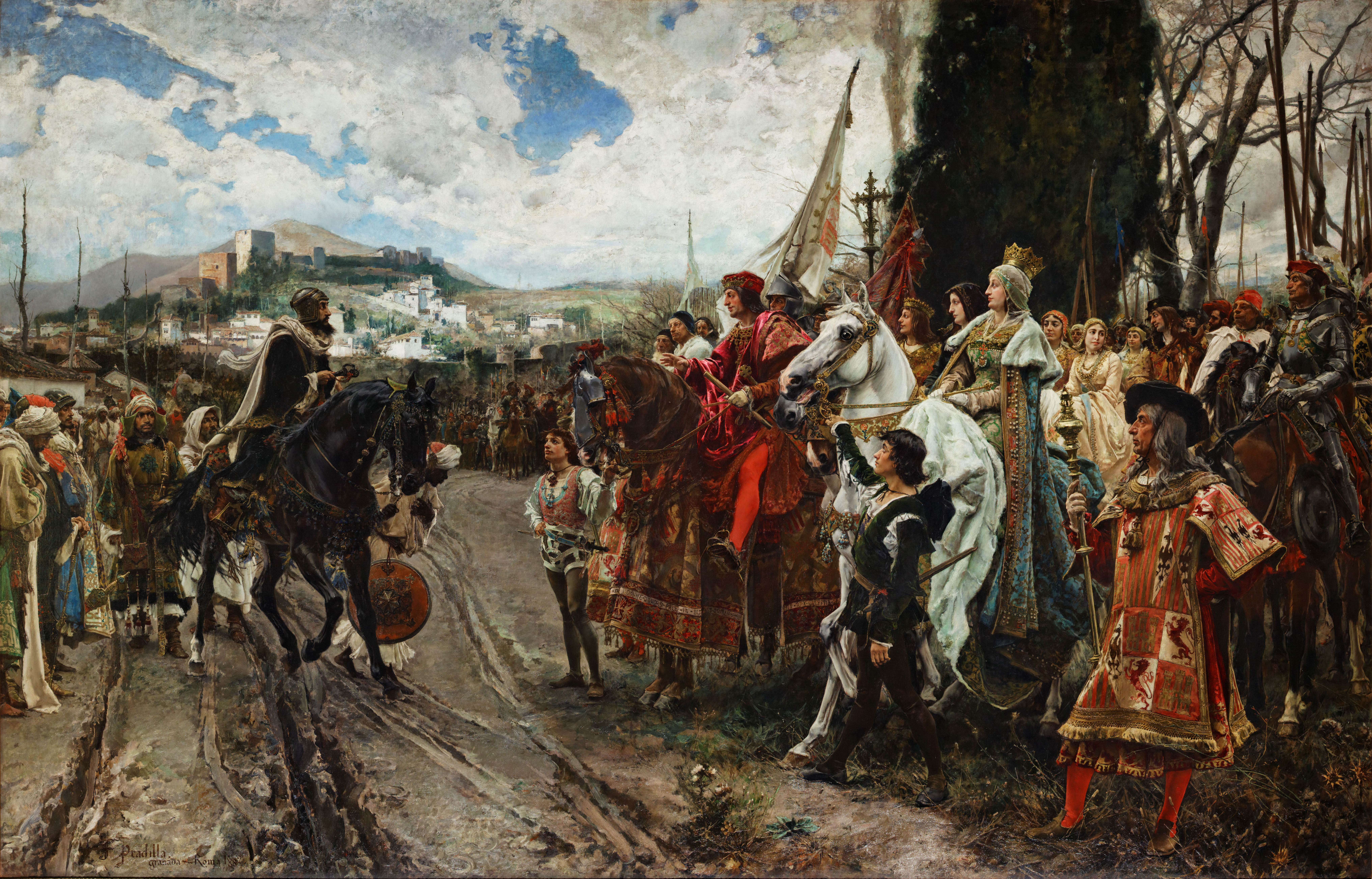
Капітуляція Гранади (Франсіско Праділья, полотно, олія, 1882)

У жовтні 1469 року Ізабелла I і Фердинанд II, спадкоємець престолу Арагону, таємно одружилися в Паласіо де лос Віверо в кастильському Вальядоліді. 
Наслідком цього став династичний союз Кастильської Корони та Арагонської Корони в 1479 році, коли Фердинанд обійняв арагонський трон. 
Однак цей союз не був ефективним до правління його онука Карла I (імператора Священної Римської імперії Карла V). 
Фердинанд та Ізабелла були родичами і одружилися без папського дозволу. 
Хоча Ізабелла хотіла вийти заміж за Фердинанда, вона відмовлялася брати шлюб, доки не отримає папський дозвіл. 
Отже, батько Фердинанда підробив папський дозвіл на шлюб обох. 
Ізабелла вважала, що диспенсація була автентичною і шлюб відбувся. 
Пізніше надійшов справжній папський дозвіл, папа Олександр VI присвоїв їм титул «los Reyes Católicos» («католицькі монархи»).
Енріке IV, зведений брат Ізабелли, вважав шлюб Фердинанда та Ізабелли порушенням договору біля Биків Гісандо, згідно з яким Ізабелла сходитиме на кастильський трон після його смерті, лише якщо він схвалить її залицяльника. 
Енріке хотів об'єднати Кастилію з Португалією чи Францією, а не з Арагоном. Тому він вирішив назвати спадкоємицею престолу свою дочку інфанту Хуану, а не Ізабеллу I. Коли він помер в 1474 році, спалахнула війна за кастильську спадщину. Війна тривала до 1479 року, коли Ізабелла та її прибічники вийшли переможцями.

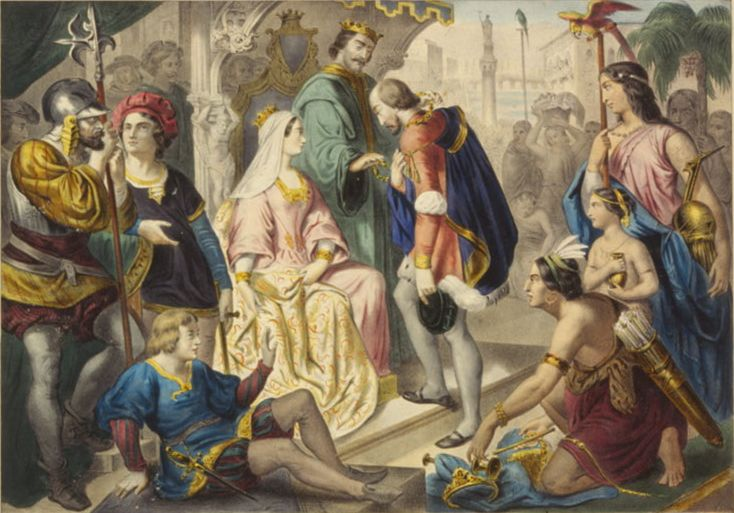
Колумб і католицькі монархи (Повернення Колумба)

Після перемоги Ізабелли в громадянській війні та здобуття Фердинандом арагонського трону обидві корони були об'єднані під владою одних і тих же монархів. 
Однак це була персональна унія, і обидва королівства залишалися певною мірою адміністративно відокремленими, кожне з них дотримувалося переважно власних законів; обидва парламенти залишалися окремими, єдиною спільною інституцією була інквізиція. Попри свої титули «монархів Кастилії, Леона, Арагону та Сицилії», Фердинанд та Ізабелла правили своїми територіями, хоча вони також приймали рішення разом. Центральне положення Кастилії, більша територія (втричі більша за Арагон) і більша кількість населення (4,3 мільйона проти 1 мільйона в Арагоні) призвели до того, що Кастилія стала домінуючим партнером в союзі.
В результаті Реконкісти кастильська аристократія стала дуже могутньою. 
Монархам необхідно було утвердити свою владу над дворянством і духовенством. З цією метою вони заснували правоохоронний орган Consejo de la Hermandad, більш відомий як Свята Германдада (Святе братство), який укомплектовувався та фінансувався муніципалітетами. 
Вони також вжили подальших заходів проти дворянства, зруйнувавши феодальні замки, заборонивши приватні війни та зменшивши владу аделантадо (військова посада, схожа на губернатора, у нещодавно завойованих регіонах). 
Монархія інкорпорувала військові ордени під керівництвом Consejo de las Órdenes в 1495 році, посилила королівську судову владу над феодальною та перетворила Audiencias на вищі судові органи. Корона також прагнула більшого контролю над містами, і тому в 1480 році в Кортесах Толедо вона створила коррегідорів, представників корони, які контролювали міські ради. 
У релігії вони реформували релігійні ордени та прагнули єдності різних верств церкви. Вони змушували євреїв навернутися в католицизм, у деяких випадках переслідувались інквізицією. 
Нарешті в 1492 році монархи вирішили, що тих, хто не навернеться, буде вигнано. За оцінками, з Кастилії було вигнано від 50 000 до 70 000 осіб. 
З 1502 року вони почали навертати мусульманське населення.
У 1478 — 1497 роках війська монархів завоювали три Канарські острови Гран-Канарія, Ла-Пальма і Тенерифе. 2 січня 1492 року монархи увійшли до Альгамбри Гранади, відзначаючи завершення Реконкісти. Також в 1492 році морська експедиція Христофора Колумба передала права на нещодавно відкриті землі в Америці Кастильській Короні та почала завоювання Нового Світу. У 1497 році Кастилія завоювала Мелілью на північному узбережжі Північної Африки. 
Після завоювання Королівства Гранада Кастилією її політика повернулася до Середземномор'я, і Кастилія військово допомогла Арагону розв'язати його проблеми з Францією, кульмінацією чого стало відвоювання Неаполя для Арагонської Корони в 1504 році. 
Пізніше того ж року померла королева Ізабелла, 26 листопада.

#### Регентство Хуани I
Після смерті королеви Ізабелли I у 1504 році трон обійняла її дочка Хуана, яка була одружена з Філіпом Австрійським (на прізвисько «Філіп I Вродливий»). Але Ізабелла знала про можливу психічну недієздатність своєї дочки (і тому отримала прізвисько «Хуана ла Лока» або «Хуана Божевільна») і призначила Фердинанда регентом у випадку, якщо Хуана «не хотіла або не могла виконувати свої обов’язки». У «Саламанкській угоді» 1505 року було вирішено, що уряд розділять Філіп I, Фердинанд V і Хуана. Однак погані стосунки між Філіпом, якого підтримувала кастильська знать, і Фердинандом призвели до того, що Фердинанд відмовився від повноважень регента в Кастилії, щоб уникнути збройного конфлікту.
Згідно Вільяфафілського договору 1506 року Фердинанд повернувся до Арагону, а Філіп був визнаний королем Кастилії, а Хуана — співмонархом, король Фердинанд відмовився не лише від влади у Кастилії на користь свого зятя Філіпа I Кастильського, але й від володіння Індіями, отримуючи половину доходів королівств від Індій. Хуана Кастильська та Філіп негайно додали до своїх титулів королівства Індії, Островів і материка Океанського моря. 
Філіп помер, і Фердинанд знову повернувся в 1507 році, щоб стати регентом Хуани. Її ізоляція в монастирі Санта-Клара в Тордесільясі, де вона провела понад сорок років до смерті, почалося з наказу її батька в 1510 році.
У 1512 році об'єднані кастильсько-арагонські сили вторглися в Наварру, і більша частина королівства Наварра на південь від Піренеїв була приєднана до Кастилії.

### Кастильська Корона в складі Габсбурзької Іспанії

#### Карл I
Карл I здобув Кастильську Корону, Арагонську Корону та імперію через поєднання династичних шлюбів і передчасної смерті:
- коли його батько Філіп I помер в 1506 році, він став сувереном Нідерландів;
- після смерті Фердинанда II Арагонського, його діда, в 1516 році він здобув правління Арагоном і Кастилією (з Америкою) як співмонархом зі своєю матір'ю, королевою Хуаною. Він підтримував її ув'язнення, тому вона була королевою Арагону та Кастилії лише за титулом.
- після смерті Максиміліана, його діда по батькові, в 1519 році, Карла було обрано імператором Священної Римської імперії, внаслідок чого він більш відомий як Карл V, імператор Священної Римської імперії.

Карл I не був добре прийнятий у Кастилії. 
Частково через те, що він був королем іноземного походження (народився в Генті), і ще до свого прибуття до Кастилії він надав важливі посади фламандцям і використовував кастильські гроші для фінансування свого двору. 
Кастильська знать і міста були на порозі повстання на захист своїх прав. 
Багато кастильців підтримували молодшого брата короля Фердинанда, який виріс в Кастилії, і фактично Кастильська рада виступила проти Карла як короля Кастилії.
У 1518 році кастильський парламент у Вальядоліді призначив валлонця Жана де Соважа своїм президентом. 
Це викликало гнівні протести в парламенті, який відхилив присутність іноземців у його обговореннях. 
Попри погрози, парламент на чолі з Хуаном де Зумелем, який представляв Бургос, чинив опір і змусив короля поважати закони Кастилії, усунути всіх іноземців з важливих урядових посад і навчитися говорити кастильською. 
Після присяги Карл отримав субсидію в розмірі 600 000 дукатів.
Карл усвідомлював той факт, що у нього є варіанти стати імператором, і йому потрібно було нав’язати свою владу над Кастилією, щоб отримати доступ до її багатств для своїх імперських цілей. Багатства з Америки надходили через Кастилію, яка була однією з найбільш динамічних, багатих і розвинених територій Європи в XVI столітті. Це, додане до порушеної обіцянки Карла, лише посилило ворожість до короля. У 1520 році парламент Толедо відхилив подальшу субсидію для короля. Парламент в Сантьяго-де-Компостела ухвалив таке ж рішення. Нарешті, коли парламент проводив засідання в Ла-Корунья, багато членів були підкуплені, а іншим було відмовлено у в’їзді, в результаті чого субсидія була затверджена. На тих членів, які проголосували «за», кастильці напали, а їхні будинки спалили. 
Парламент був не єдиною опозицією, з якою зіткнувся Карл. Коли він залишив Кастилію в 1520 році, спалахнула повстання комунерів, і повстанці звільнили Хуану, стверджуючи, що підтримують її як єдиного монарха та заохочуючи її погодитися на детронацію Карла. Прихильно ставлячись до повстання, Хуана, однак, відмовилася підписувати будь-які документи на їхню підтримку чи усунення свого сина від влади. Комунери зазнали поразки через рік (1521). Після їх поразки парламент був зведений до лише консультативного органу. Щоб уникнути того, щоб опоненти знову запропонували Хуану стати альтернативним монархом, Карл продовжував її ув’язнення до її смерті в 1555 році, після чого Карл став єдиним монархом Іспанії.

#### Імперська політика Філіппа II
Філіп II продовжив політику Карла I, але на відміну від свого батька він зробив Кастилію ядром Іспанської імперії, централізувавши всю адміністрацію в Мадриді. 
Інші іспанські регіони зберігали певний ступінь автономії, під орудою віцекороля.
Насправді починаючи з часів правління Карла I, фінансовий тягар імперії ліг переважно на Кастилію, але за часів Філіпа II витрати зросли вчетверо. Під час свого правління, а також збільшивши існуючі податки, він створив деякі нові, серед яких excusado в 1567 році. 
Того ж року Філіп проголосив Прагматичні едикти; акт, згідно з яким усі мориски мали відмовитися від усіх мавританських традицій і стати справжніми католиками. 
Цей едикт обмежив релігійну, мовну та культурну свободу морисків та спровокував Альпухарське повстання (1568–1571), яке було придушене Хуаном Австрійським.
Кастилія зазнала кризи в 1575 році; Далі пішла вся Іспанія, що спровокувало призупинення виплати заробітної плати (третє за час його правління). 
У 1590 році Кортеси затвердили millones; новий податок на харчі. 
Це виснажувало кастильські міста та заважало економіці. 
У 1596 році виплати було знову призупинено.

#### Пізніші Габсбурги

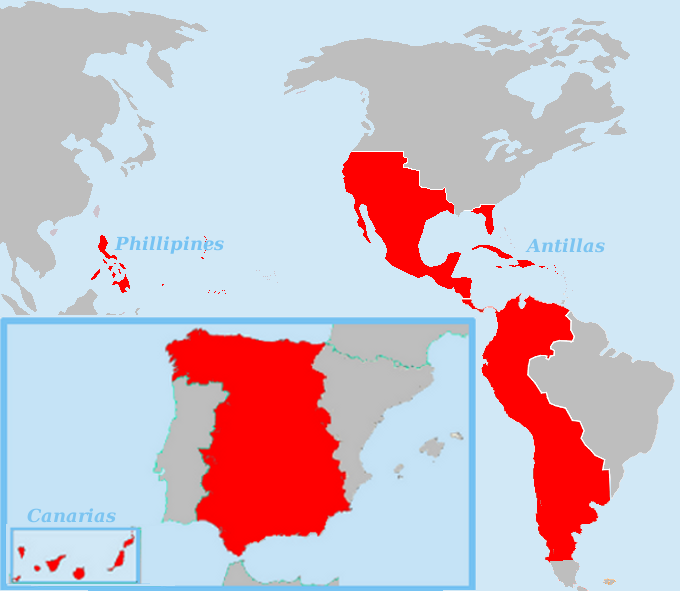
Кастильська Корона на мапі світу

Адміністратори Філіпа II зазвичай були випускниками Університету Алькали або Університету Саламанки. 
Після Філіпа III знать знову заявила про своє право керувати країною. Філіп III оголосив про вигнання морисків в 1609 році.
Зіткнувшись з крахом скарбниці, щоб зберегти гегемонію Іспанської імперії Філіпа IV, граф-герцог Оліварес, фаворит короля (valido) в 1621 — 1643 роках, намагався запровадити низку реформ. Серед них було створення нової армії з 140 000 резервістів. Кожна територія в межах королівства пропорційно надавало громадян, щоб підтримувати військо. Його цілі щодо об'єднання не спрацювали, і іспанська корона продовжувала діяти як конфедерація королівств.
Луїс Мендес де Аро обійняв посаду фаворита Філіпа IV після Олівареса в 1659 — 1665 роках. Це було зроблено для того, щоб пом'якшити внутрішні конфлікти, спричинені його попередником (повстання в Португалії, Каталонії та Андалусії), і досягти миру в Європі.
Після смерті Філіпа IV в 1665 році та нездатності Карла II керувати Іспанією відбувся економічний спад і боротьба за владу між різними «фаворитами». 
Смерть Карла II в 1700 році без нащадків спровокувала війну за іспанську спадщину.
Після війни всі території були об'єднані в єдину державу під Іспанською короною.

## Територіальний поділ Іспанії в межах Кастильської корони

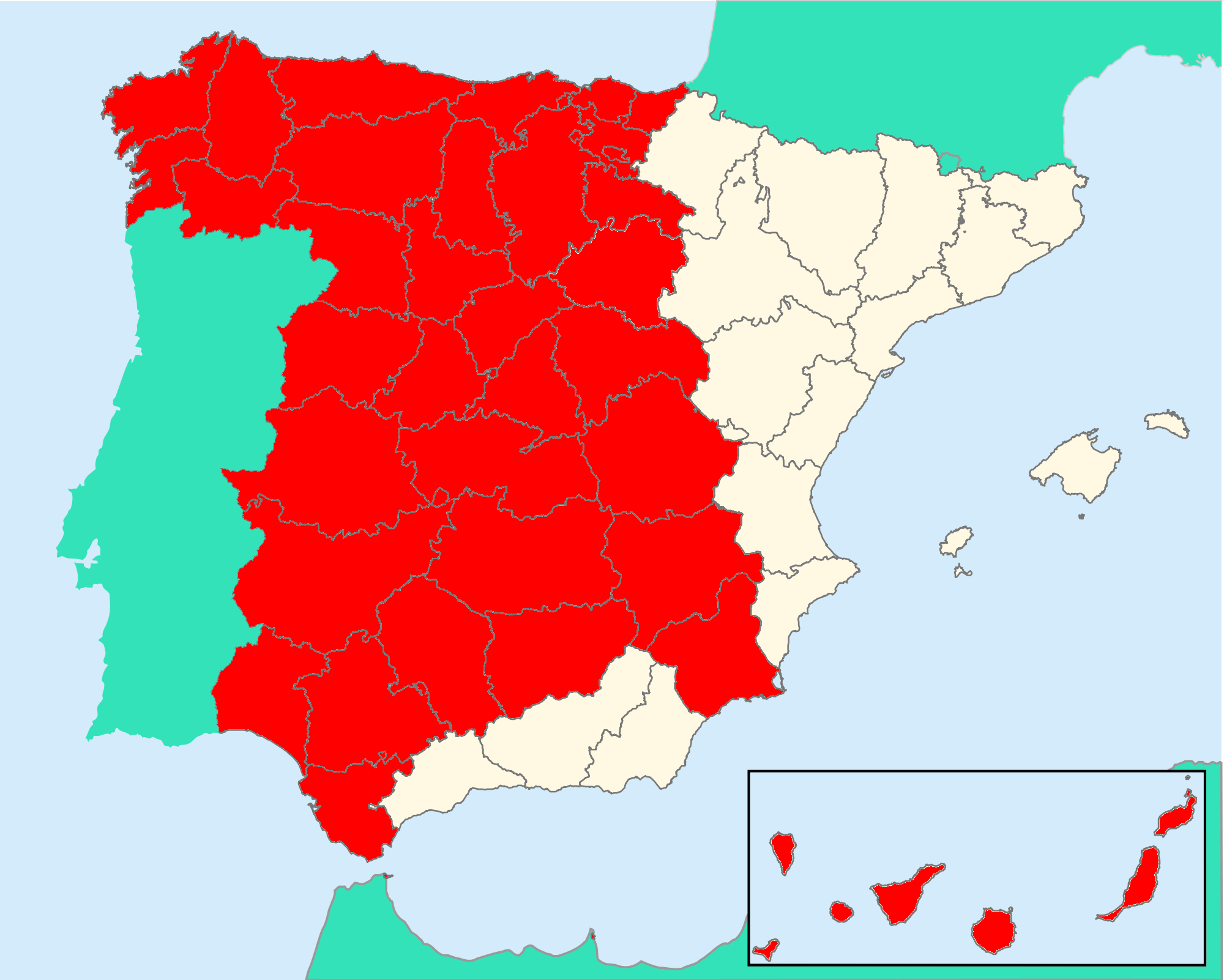
Іспанська Корона в пізньому середньовіччі

Іспанська Північна Америка, XVIII ст

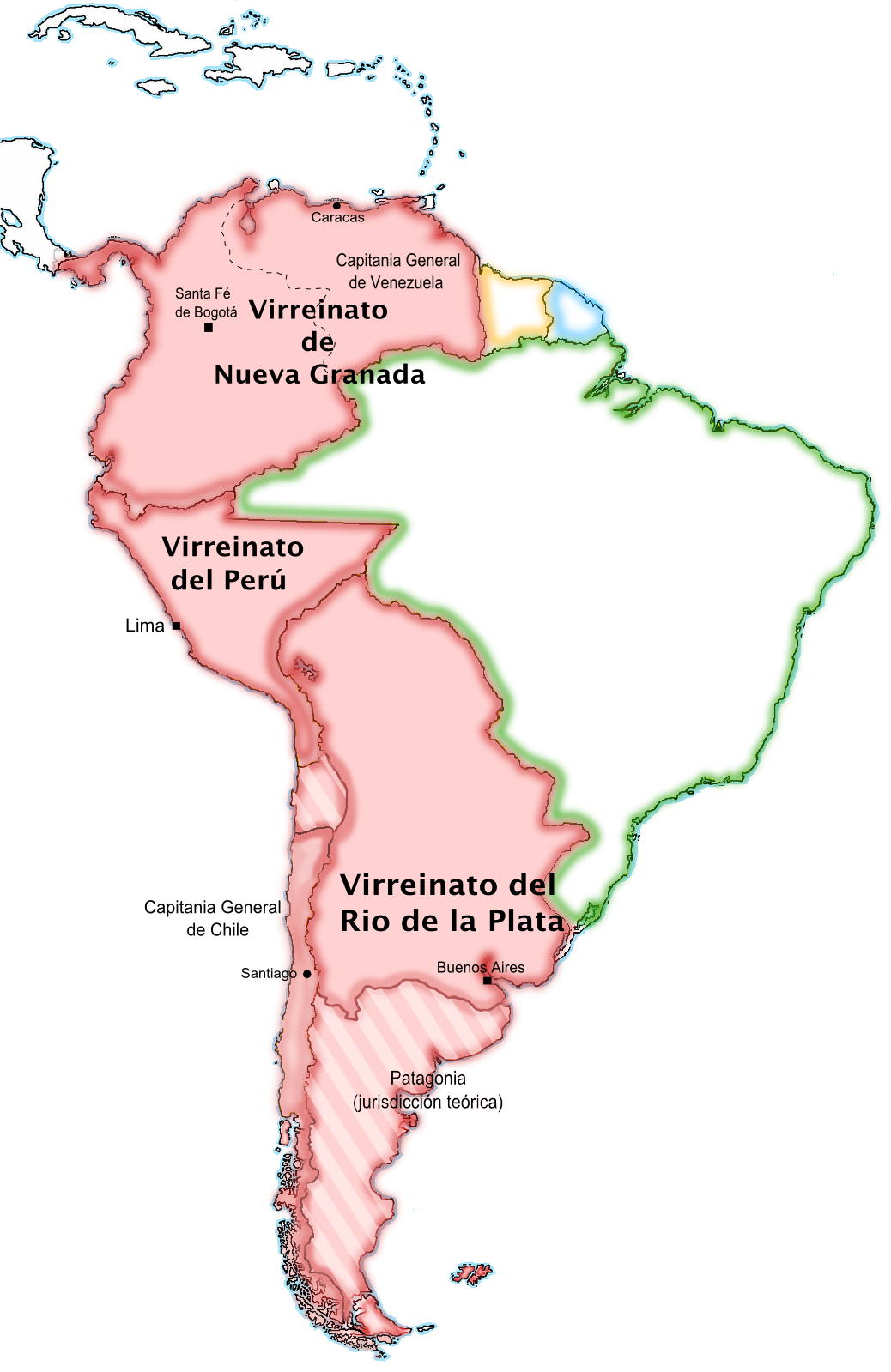
Південна Америка, XVIII століття

### Іспанія
- Кастильське королівство
- Леонське королівство
- Князівство Астурія
- Галісійське королівство
- Біскайська сеньйорія
- Провінція Гіпускоа
- Провінція Алава
- Естремадура
- Толедське королівство
- Мурсійське королівство
- Королівство Кордова[en]
- Хаенське королівство
- Королівство Севілья[en]
- Королівство Гранада[en] (після 1492)
- Королівство Наварра (після 1512)

### Заморські (до 1715)
- Королівство Канарських островів
- Віцекоролівство Індії[en]
- Віцекоролівство Нова Іспанія (після 1535)
  - Королівство Мексика (під орудою Королівської аудієнсії Мехіко, на чолі безпосередньо віцекороль Нової Іспанії)
  - Нове королівство Галісія
  - Генерал-капітанство Гватемала
  - Королівство Нова Біская[en]
  - Нове королівство Леон[en]
  - Санта-Фе, Нью-Мехіко[en]
  - Нова Естремадура[en]
  - Провінція Нова Наварра[en]
  - Каліфорнійська провінція
  - Провінція Венесуела
  - Генерал-капітанство Філіппіни
  - Генерал-капітанство Куба
  - Генерал-капітанство Пуерто-Рико[en]
  - Генерал-капітанство Санто-Домінго
  - Генерал-капітанство Юкатан[en]
- Віцекоролівство Перу (після 1542)
  - Провінція Тьєрра-Фірме (під орудою Королівської аудієнсії Панами[en] [1-й, 1538–43], [2-й, 1564–1751])
  - Нове королівство Гранада[en] (під орудою Королівської аудієнсії Санта-Фе-де-Богота)
  - Королівство Кіто або Президентство Кіто (під орудою Королівської аудієнсії Кіто[en])
  - Королівство Перу (під орудою Королівської аудієнсії Ліми[en], на чолі безпосередньо віцекороль Перу)
  - Провінція Чаркас (під орудою Королівської аудієнсії Чаркас)
  - Генерал-капітанство Чилі
  - Віцекоролівство Ріо-де-ла-Плата, губернаторство Ріо-де-ла-Плата[en] (під орудою Королівської аудіенсії Буенос-Айреса[en]) (1661–72)

## Договори
- 1267: Бадахоський договір — встановлення португальсько-кастильського кордону по Гвадіані.
- 1297: Альканісеський договір — встановлення нового португальсько-кастильського кордону.
- 1668: Лісабонський договір — закінчення Реставраційної війни, визнання незалежності Португалії Іспанією.